# Mistrovství světa v zápasu ve volném stylu 1969
Mistrovství světa v zápasu ve volném stylu 1969 se uskutečnilo v březnu v Mar del Plata, Argentina.

## Československá stopa
Přehled československých reprezentantů ve volném stylu
Československo nemělo ve volném stylu v Mar del Plata zástupce.

## Průběh
Do Argentiny nepřijeli reprezentatni volnostylařské velmoci Turecka.
Ve střední váze do 82 kg došlo k diskvalifikaci vítězného Bulhara Ivana Ilieva a sovětského reprezentanta Gurama Sagaradzeho. Sagaradze údajně záměrně prohrál zápas s Ilievem aby titul mistra světa nezískal reprezentant Spojených států Fred Fozzard. V případě vítězství s Ilievem by totiž Sagaradze bral stříbro a Iliev bronz. Jury na možnou dohodu před inkriminovaným zápasem upozornil reprezentační trenér Spojených států Bill Farrell. Jury zápas sledovala a vyhodnotila ho jako domluvený. Oba zápasníky diskvalifikovala a Fozzard se ze druhého místa posunul na první. Stříbrná a bronzová medaile nebyla udělena. Bulhaři s verdiktem jury nesouhlasili a ve svých statistikých uvádějí Ilieva doposud jako mistra světa za rok 1969.

### Program
Mistrovství světa ve volném stylu proběhlo v březnu 1969.

## Výsledky

### Muži
| Kategorie | Zlato                               | Stříbro                      | Bronz                          | Bronz |
| --------- | ----------------------------------- | ---------------------------- | ------------------------------ | ----- |
| –48 kg    | Ebráhím Džavádí (IRI)               | Roman Dmitrijev (URS)(RUS)   | Akihiko Umeda (JPN)            |       |
| –52 kg    | Rick Sanders (USA)                  | Mohammad Gorbání (IRI)       | Tariel Alibegašvili (URS)(GEO) |       |
| –57 kg    | Tadamiči Tanaka (JPN)               | Don Behm (USA)               | Abútáleb Tálebí (IRI)          |       |
| –62 kg    | Takeo Morita (JPN)                  | Šamsoddin Sejjídabbásí (IRI) | Zagalav Abdulbekov (URS)(RUS)  |       |
| –68 kg    | Abdolláh Movahhed (IRI)             | Enjo Valčev (BUL)            | Nodar Chochašvili (URS)(GEO)   |       |
| –74 kg    | Zarbeg Berijašvili (URS)(GEO)       | Wayne Wells (USA)            | Seidži Jamagata (JPN)          |       |
| –82 kg    | Fred Fozzard (USA) Ivan Iliev (BUL) | nebyla udělena               | Guram Sagaradze (URS)(GEO)     |       |
| –90 kg    | Borys Hurevyč (URS)(UKR)            | Rusi Petrov (BUL)            | Henk Schenk (USA)              |       |
| –100 kg   | Šota Lomidze (URS)(GEO)             | Larry Kristoff (USA)         | Vasil Todorov (BUL)            |       |
| +100 kg   | Alexandr Medveď (URS)(BLR)          | Osman Duraliev (BUL)         | Abolfazl Anvárí (IRI)          |       |

### Týmové hodnocení
| Pořadí | Muži volný styl | Muži volný styl |
| Pořadí | Tým             | Body            |
| ------ | --------------- | --------------- |
| 1      | Sovětský svaz   | 44              |
| 2      | USA             | 38              |
| 3      | Írán            | 37              |
| 4      | Bulharsko       | 27              |
| 5      | Japonsko        | 25              |
| 6      | Mongolsko       | 10              |